# Cabernet Volos
Cabernet Volos ist eine interspezifische Neuzüchtung einer pilztoleranten Rebsorte zwischen Sorten Cabernet Sauvignon x Kozma20-3. Die Kreuzung der Hybride erfolgte 2002 in Italien durch Simone Diego Castellarin, Guido Cipriani und Gabriele Di Gaspero an der Universität Udine und dem Institut für angewandte Genomik (IGA) in Udine. Die Sorte besitzt eine Resistenz gegen Falschen Mehltau und Toleranz gegen Echten Mehltau. Die Rebsorte Kozma 20-3 ist eine Kreuzung aus Sremski Karlovci 77 4- 5 und Bianca. 
Die bestockte Rebfläche mit Cabernet Volos lag in der Schweiz im Jahr 2022 bei 0,4 Hektar.